# Stowarzyszenie Empatia

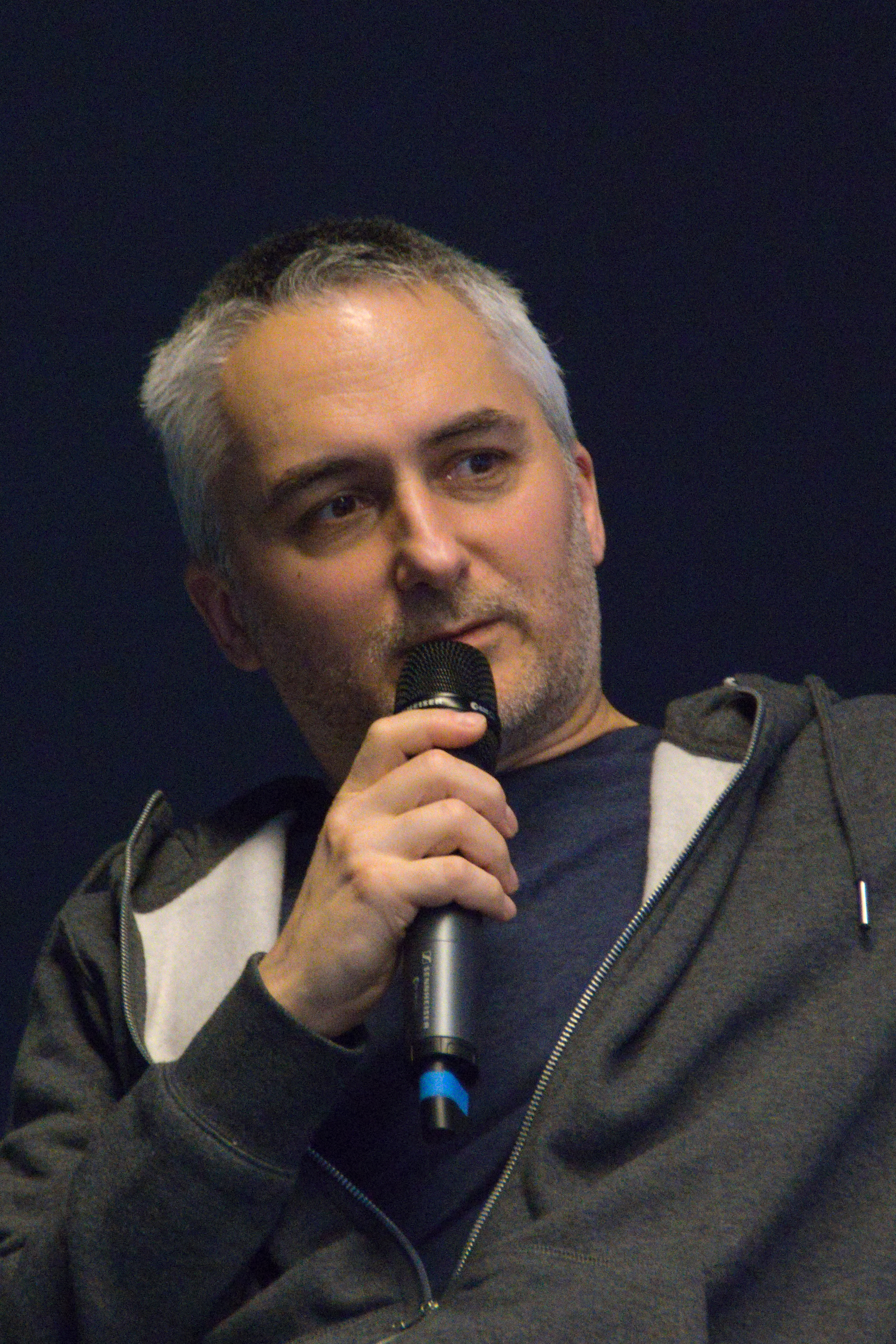
Dariusz Gzyra, współzałożyciel Stowarzyszenia Empatia (2019)

Stowarzyszenie Empatia – polska organizacja działająca na rzecz praw zwierząt i zmian kulturowych w relacjach między ludźmi a zwierzętami. Stowarzyszenie promuje weganizm jako ideę i sposób życia pełen szacunku i współczucia, które nie ograniczają się tylko do ludzi. Sprzeciwia się m.in. tresurze cyrkowej, produkcji futer i wykorzystywaniu zwierząt w reklamach mięsa.
Od lutego 2003 działała „Inicjatywa Empatia”, w styczniu 2004 przekształcona w ogólnopolskie Stowarzyszenie Empatia wpisane do Krajowego Rejestru Sądowego pod numerem 0000183743.
Współorganizuje akcje takie jak: Dzień Bez Futra (25 listopada), Tydzień Weganizmu, Dzień Ryby (20 grudnia) itp.